# Seznam irskih arhitektov
Seznam irskih arhitektov.

## D
- Thomas Deane

## G
- Eileen Gray (1878-1976)

## H
- James Hoban

## P
- Edward Lovett Pearce

## R
- Kevin Roche

## S
- Sam Stephenson